# Hribernik
Hribernik je 118. najbolj pogost priimek v Sloveniji, ki ga je po podatkih Statističnega urada Republike Slovenije na dan 1. januarja 2010 uporabljalo 1208 oseb. 

## Znani nosilci priimka
- Aleš Hribernik (*1960), strojnik, prof. FS UM
- Andreja Hribernik (*1971), galeristka (Slovenj Gradec, Gradec), umetnostna zgodovinarka
- Božidar Hribernik (1934—2023), elektrotehnik, zasl. prof. UM
- Elena Hribernik Polajnar (*1977), flavtistka
- Engelbert Hribernik (1901—1975), kemik, univ. prof.
- Eva Hribernik, dramatruginja, operna režiserka
- Franc Hribernik (*1957), (ruralni) sociolog
- Ivan Hribernik (1897—1975), zdravnik
- Jasna Hribernik (*1959), režiserka, videastka, umetnica
- Jože Hribernik (*1938), odvetnik
- Marko Hribernik (*1975), dirigent, pianist
- Radoš Hribernik (1925—2002), gradbenik
- Rudolf Hribernik-Svarun (1921—2002), narodni heroj, generalpolkovnik JLA, poveljnik TO
- Tomaž Hribernik (1947—2005), zdravnik homeopat